# Spezialisierung
Unter Spezialisierung (auch Spezialisation, zum Teil auch Spezialismus, und der nahe verwandte Begriff der Spezifikation) wird in verschiedenen Fachgebieten die Tendenz zur Differenzierbarkeit, Gliederung, Konkretisierung oder Unterscheidung verstanden.

## Etymologie
Das Wort stammt aus „unterscheiden, gliedern, einzeln anführen“ (französisch specialiser) und entstand aus „Art, einzelnes Stück“ (lateinisch species). Etymologisch bedeutet Spezialisierung mithin die Konzentration auf Details (oder Einzelheiten) oder die Beschränkung auf ein Teilgebiet, welches eingehend bearbeitet wird.

## Biologie
In der Evolution des Lebendigen haben sich differenzierte Formen mit spezialisierter Funktion oder Lebensweise zunächst stets aus undifferenzierten, einfach organisierten entwickeln müssen. Der Begründer der Theorie, Charles Darwin, betrachtete das von ihm postulierte „Prinzip der Divergenz“ (englisch principle of divergence), nachdem eine Stammlinie umso mehr Nachkommen habe, je verschiedener und mannigfaltiger diese spezialisiert sind, als einen Grundpfeiler seiner Theorie. Spezialisierung kann dabei mehrere Funktionen haben: 
- Als funktionale Spezialisierung durch Arbeitsteilung ermöglicht sie bei der Kooperation von zunächst nicht spezialisierten Einzelelementen eine höhere Effektivität des Verbunds.[4] Auf diese Art wird etwa bei der Entwicklung von Einzellern zu Vielzellern die Differenzierung verschiedener Zelltypen und Gewebe durch funktionale Arbeitsteilung erklärt.[5] Evolution von Spezialisierung durch kooperative Arbeitsteilung hat die Tendenz, die vorher individuellen Einheiten wie Zellen oder Organismen zu einem Individuum höherer Einheit zu integrieren. Dies wurde etwa bei sozialen Insekten durch die Metapher des Superorganismus ausgedrückt. Auch Individuen verschiedener Arten können arbeitsteilig spezialisierend ko-adaptieren; dies führt oft dazu, dass Arten in Symbiose miteinander leben und unter Umständen völlig auf ihren Partner angewiesen sind.[6]
- Bei nicht kooperierenden Individuen wird Spezialisierung in der Regel dadurch erklärt, dass spezialisierte Individuen gegenüber Generalisten in dem Bereich, auf den sie spezialisiert sind, die vorhandenen Ressourcen effektiver ausnutzen können. Dadurch sind sie hier in der Konkurrenz überlegen. Zwei konkurrierende Gruppen können sich auch gleichsam „aus dem Weg gehen“, indem sich jede von ihnen auf einen anderen Bereich spezialisiert, wodurch die Konkurrenz zwischen ihnen vermindert wird. Diese Herangehensweise ist verwandt zum Konzept der ökologischen Nische.[7] Jede Spezialisierung ist dabei allerdings unvermeidlich mit Nachteilen erkauft (Konzept des Trade-off).[8] So ist der Vorteil eines Spezialisten im Lebensraum mit einer höheren Wahrscheinlichkeit seines Aussterbens verknüpft, wenn sich die Umweltbedingungen ändern. In der Evolution können sich daher, je nach Bedingungen, genauso gut Generalisten aus Spezialisten entwickeln wie umgekehrt, es gibt nicht so etwas wie eine Tendenz der Evolution. Spezialisierungen in evolutionären Zeiträumen benötigen meist Jahrtausende, können aber auch unerwartet rasch ablaufen. So haben auf eine isolierte Insel im Mittelmeer eingebürgerte Eidechsen der Art Ruineneidechse (Podarcis siculus) durch Anpassung an eine neue Ernährungsweise binnen weniger als 40 Jahren eine gegenüber der Ausgangspopulation völlig abweichende Schädelform evolviert, die sonst als ausreichend für die Beschreibung einer neuen Art angesehen worden wäre.[9]
- Auch innerhalb einer Art können Individuen dauerhaft untereinander verschieden spezialisiert sein. So wird teilweise die Entwicklung einer individuellen Persönlichkeit mit persönlichen Vorlieben schon im Tierreich als Diversifizierung erklärt, durch die verschiedene Individuen durch Spezialisierung auf individuell unterschiedliche Ressourcen ihre persönliche Versorgung verbessern und dadurch den Nischenraum der Art insgesamt vergrößern.[10] Zu den innerartlichen Verschiedenheiten gehört der Sexualdimorphismus, durch den sich die Geschlechter, etwa durch Größenunterschiede[11] unterschiedlich einmischen können. Obwohl es etwa Pilzarten mit hunderten Paarungstypen gibt, konnte gezeigt werden, dass nur in Spezialfällen die Existenz von mehr als zwei Geschlechtern von der natürlichen Selektion gefördert wird.[12] Meist, aber nicht immer, zeichnen sie sich durch unterschiedlich große Gameten aus (Anisogamie).[13] Diese ist in etwa zwei Drittel aller Tierarten außer den Insekten[14] auf verschiedene Geschlechter verteilt, die übrigen sind, wie der weit überwiegende Teil der Pflanzenarten, funktionale Hermaphroditen mit männlichen und weiblichen Keimzellen und Fortpflanzungsorganen auf demselben Individuum. Die Ausprägung und Verteilung der Geschlechter beruht dabei (auch bei hermaphroditischen Arten[15][16] zu einem Großteil auf sexueller Selektion, ist also selbst keine Spezialisierung.

## Philosophie
Spezifikation ist in der Philosophie die einzelnen Aspekten sich zuwendende Besonderung, die Ausbildung und Beachtung von Verschiedenheiten sowie die logisch zuordnende Einteilung in Unterabteilungen ausgehend von einem gleichen Ursprung. Sie nimmt eine Aufteilung der Gattung in verschiedene Arten vor. Die Philosophie besteht unter anderem in einer Spezifikation bzw. Modifikation der Bedeutung der Schöpfung, der Bewegung und der Idee. So kommt beispielsweise die Spezifikation des weit greifenden Begriffs der Schöpfung in der Bestimmung des Terminus „Kreativität“ zum Ausdruck.

## Turnen und Sport
Das turnerische Ideal in den Olympiaden des klassischen Griechenlandes war die Vielseitigkeit (altgriechisch παγκράτιον Pankration, „Allkampf“) im Sinne der militärischen (männlichen) Wehrtüchtigkeit; dem stellte sich am Ende des 19. Jahrhunderts in Deutschland das sportliche Ideal der Spezialisierung gegenüber. Hierüber kam es zwischen Turnen und Sport (deren öffentliche Ausübung mittlerweile für Frauen zugelassen war) zeitweise zu einer reinlichen Scheidung, bei der sich die Athleten entscheiden mussten, für welchen Verband sie starten wollten und in welcher Disziplin. Eine Generalisten-Sportart wie Zehnkampf sollte vom Turnen abgesondert werden, da in dessen Disziplinen aufgrund Spezialisierung Spitzenleistungen erbracht werden können, die ein Zehnkämpfer nicht erbringen kann. Energie ist begrenzt, ein Tag hat 24 Stunden; viel Training auf einem Gebiet lässt weniger Kraft für die anderen. In Deutschland wurde diese heillos verfahrene Diskussion (welche viel Zeit und Energie absorbierte) durch den Nationalsozialismus kurzerhand beendet, da der Reichsbund für Leibesübungen bei den Olympischen Spielen möglichst sehr viele Medaillen gewinnen sollte, und das ging nicht ohne Spezialisierung.
Frühe Spezialisierung
Da spitzensportliche Leistungen in der Regel sieben Jahre zielgerichtetes Training voraussetzen, ist für Sportarten, die bekanntlich einen sehr frühen Leistungshöhepunkt in der menschlichen Lebensspanne haben (u. a. Turnen, Schwimmen, Eiskunstlauf), eine Spezialisierung möglichst schon im frühen Kindesalter erforderlich. Dies ist aufgrund der vielseitig angelegten Interessen und Bedürfnisse der kindlichen Seele psychologisch überaus problematisch. Neuere Forschungsergebnisse zeigen, dass von einer durch Zwang auferlegten Spezialisierung diesen Sinnes keine Schäden an der physischen Gesundheit zu befürchten sind, sofern das Training unter sportärztlich optimierten Bedingungen durchgeführt wird.

## Wirtschaftswissenschaften
Betriebswirtschaftslehre
Chester I. Barnard unterschied 1938 zwischen vertikaler (Funktionstrennung zwischen dispositiven und ausführenden Tätigkeiten) und horizontaler Spezialisierung (betriebliche Funktionen). Eine horizontale Spezialisierung erfolgt, wenn ein Unternehmen betriebliche Funktionen wie Beschaffung, Produktion, Finanzierung, Vertrieb und Verwaltung einrichtet und sich die dort beschäftigten Arbeitskräfte auf eine Funktion spezialisieren können.
Die Begriffe Arbeitsteilung und Spezialisierung werden in der betriebswirtschaftlichen Literatur unterschiedlich verwendet. Manche Autoren sehen die Begriffe als Synonyme an, in der Organisationslehre vertritt die Mehrheit der Autoren dagegen die Ansicht, dass die Spezialisierung eine „vertikale Arbeitsteilung“ darstellt.
Die Arbeitsteilung führt in der Betriebswirtschaftslehre zu spezialisierten Aufgaben, Berufen und Funktionen. Tendenziell geht es bei der Spezialisierung um eine Vertiefung des Fachwissens unter gleichzeitiger Verminderung des Allgemeinwissens; der Fachidiot ist die Höchstform. Nachteil ist eine abnehmende Flexibilität und damit einhergehend eine geringere Arbeitsmobilität sowie Wissensverluste.
Spezialisierung entsteht, wenn eine Aufgabe in mehrere Arbeitsvorgänge zergliedert und diese auf mehrere Stellen verteilt werden. Sie wird durch Dezentralisation der Aufgaben verhindert.
Das Konzept der flexiblen Spezialisierung stammt von Charles F. Sabel aus dem Jahre 1982 und betrifft die flexible Produktion auf den Ebenen der Technologie und der Arbeitsprozesse. Sie geht einher mit häufigen Produktinnovationen und sich stetig ändernden Produktionsvolumina.
Im Bankwesen sind Spezialbanken das Resultat einer Spezialisierung, die im Kreditgeschäft auch als Konzentration auf bestimmte Wirtschaftszweige verstanden werden kann wie bei Autobanken.
Als Pendants werden allgemein Diversifikation und Spezialisierung angesehen. Beiden ist gemeinsam, dass sie die Unterschiedlichkeit der Produkt-Markt-Matrix betreffen. Ein Unternehmen ist spezialisiert, wenn der Bereich der Produkt-Markt-Kombinationen sehr eng ist (Einproduktunternehmen) und diversifiziert, wenn diese sehr breit sind (Mehrproduktunternehmen). In diesem Sinne ist Spezialisierung das Gegenteil von Diversifikation.
Bei der beruflichen Ausbildung bezeichnet Spezialisierung die Ausrichtung oder Beschränkung auf ein bestimmtes Fachgebiet, mit dem Ziel, die entsprechenden Kenntnisse und Fähigkeiten zu erwerben. Teilweise wird auch im allgemeinen Sprachgebrauch eine beliebige Tätigkeit, die sich auf ein eng umschriebenes Gebiet begrenzt, als Spezialisierung verstanden. Durch berufliche Ausbildungs- und Wettbewerbsprozesse kann ein höherer sozialer Status erzielt werden. Dies sollte sich jedoch nicht zu Lasten der Allgemeinbildung vollziehen, denn im abwertenden Sinne ist auch der Fachidiot ein Spezialist.
Volkswirtschaftslehre
In einem Industriestaat führt die Arbeitsteilung zu einer immer weiter getriebenen Spezialisierung der beruflichen Tätigkeiten. Arbeitsteilung und Spezialisierung bedingen zwei ökonomische Folgen, die Abhängigkeit und den Tausch. Abhängigkeit entsteht dadurch, dass in der Subsistenzwirtschaft die Selbstversorgung vorherrschte und heute die meisten Verbraucher von der Lieferung durch den Handel angewiesen sind. Wird der Buchhalter wegen der EDV nicht mehr gebraucht, liegt ebenfalls eine Abhängigkeit vor. Tausch wird erforderlich, weil die Hersteller von Waren überwiegend nicht gleichzeitig auch ihre Verbraucher sind. Es müssen deshalb viele Leistungs-Gegenleistungsverhältnisse geschaffen werden.
Die Spezialisierung der Agrarproduktion auf wenige Agrarprodukte ist ein typisches Zeichen für den Wandel der landwirtschaftlichen Produktionsstruktur. Die Landwirte versuchen dabei, durch Erhöhung des Absatzvolumens eine Kostensenkung durch das Gesetz der Massenproduktion zu erreichen. In gleicher Form können sich auch Staaten auf bestimmte Güter spezialisieren, um im Außenhandel komparative Kostenvorteile zu erzielen. Voraussetzung ist eine entsprechende Faktorausstattung.

## Wissenschaft
Die Spezialisierung ermöglichte das Wachstum der Wissenschaft; es legte sie aber auch nahe, denn mit der Informationsüberflutung ergaben – und ergeben – sich Überlastungen des Kommunikationssystems und der Verarbeitungspotenziale; Spezialisierung bietet einen entlastenden Ausweg. Helmut Schelsky hielt bereits 1962 die Spezialisierung der Wissenschaften für unvermeidlich. Die Spezialisierung war verbunden mit der Entstehung von Spezialfächern.

## Wissenschaftssystematik
Von der griechischen Philosophie stammt ebenfalls die Untergliederung des 'Welt-Alls' in Fächer wie Onto- oder Theologie (Lehre vom Sein oder Gott), Physiologie (Körper) und Psychologie (Geist). Die übergeordneten, generelleren Gebiete integrieren bzw. umfassen die spezielleren: die Physik u. a. die Chemie und diese wiederum die Biologie. Innerhalb der verschiedenen Wissenschaftszweige gibt es weitere Systeme, u. a. das Standardmodell der Teilchenphysik, das der Kosmologie und das chemische Periodensystem der Elemente. Somit wird auch die systematische Unterscheidung der Vielfalt an biologischen Daseinsformen ('belebte Chemie') in Gattungs- und Artnamen, die Carl von Linné eingeführt hat, nach logischen Kriterien vorgenommen und als Spezificationen oder Bestimmung bezeichnet (etwa die Abgrenzung des Pflanzen- vom Reich der Tiere).